# Fahrudin Melić
Fahrudin Melić (Prijepolje, 22 de julio de 1984) es un jugador montenegrino de balonmano que juega de extremo derecho. Es internacional con la selección de balonmano de Montenegro.

## Palmarés

### Bosna Sarajevo
- Liga de balonmano de Bosnia-Herzegovina (6): 2003, 2006, 2007, 2008, 2009, 2010
- Copa de balonmano de Bosnia-Herzegovina (5): 2003, 2004, 2008, 2009, 2010

### Gorenje Velenje
- Liga de balonmano de Eslovenia (2): 2012, 2013

### PSG
- Liga de Francia de balonmano (2): 2015, 2016
- Supercopa de Francia (3): 2014, 2015, 2016
- Copa de Francia de balonmano (2): 2014, 2015

### Chambéry Savoie
- Copa de Francia de balonmano (1): 2019

## Clubes
- RK Bosna Sarajevo (2002-2004)
- MRK Mostar (2004-2005)
- RK Bosna Sarajevo (2005-2010)
- RK Borac Banja Luka (2010-2011)
- Gorenje Velenje (2011-2013)
- PSG (2013-2016)
- Chambéry Savoie HB (2016-2020)[2]
- Saint-Raphaël VHB (2020-2021)
- RK Nexe Našice (2021-2024)